# 道澄
道澄（どうちょう、天文13年（1544年） - 慶長13年3月28日（1608年5月12日））は、戦国時代の僧侶。京都聖護院門跡。関白太政大臣近衛稙家の子。照高院、浄満寺宮と号した。
叔父の聖護院門跡道増に付いて得度し、園城寺長吏、熊野三山検校、大僧正、准三后を歴任。永禄3年（1560年）、長尾景虎（上杉謙信）との約束に従って越後へ下向、翌年の景虎の関東出兵にも同道している。その後は織田信長、豊臣秀吉と親交を持ち、また和歌や連歌に通じた。文禄4年（1595年）9月には方広寺（京の大仏）の住持として移徙している。照高院を開基した。
慶長4年（1599年）3月からは前年まで闕所処分にあった園城寺の金堂再建を主導している。